# Свейд, Хана
Хана Свейд (араб. حنا سويد‎, ивр. חנא סוייד‎; род. 27 марта 1955 года, Эйлабун, Израиль) — израильский политик, депутат кнессета (17, 18, 19 созывы).

## Биография
Хана Свейд родился в 1955 году в семье арабов-христиан в Израиле. Учился в Технионе, где получил степень бакалавра (1978), магистра (1982), а затем и доктора философии (1988) в области инженерных наук.
В 1990-1993 годах преподавал в Редингском университете в Англии, а затем вернулся в Эйлабун и на протяжении десяти лет возглавлял местный совет. С 1995 по 2003 год входил в состав израильского комитета планирования и строительства. После чего перешел на работу генеральным директором арабского центра альтернативного планирования. Публиковал статьи на тему городского планирования в международных изданиях.
В 2006 году был избран в кнессет 17-го созыва, заняв второе место в списке «Хадаш». Работал в комиссии по экономике, комиссии по вопросам государственного контроля и парламентской следственной комиссии по вопросу банковских сборов.
Перед выборами в кнессет 18-го созыва сохранил своё место в списке «Хадаш». Вошел в состав законодательной комиссии, исполнял обязанности и в комиссии по экономике.
В кнессете 17-го и 18-го созывов возглавлял фракцию «Хадаш» и лобби в поддержку борьбы с редкими генетическими заболеваниями.
Избран в кнессет 19-го созыва.
Хана Свейд женат, имеет троих детей. Помимо иврита, владеет английским и арабским языками.